# 指揮連絡機

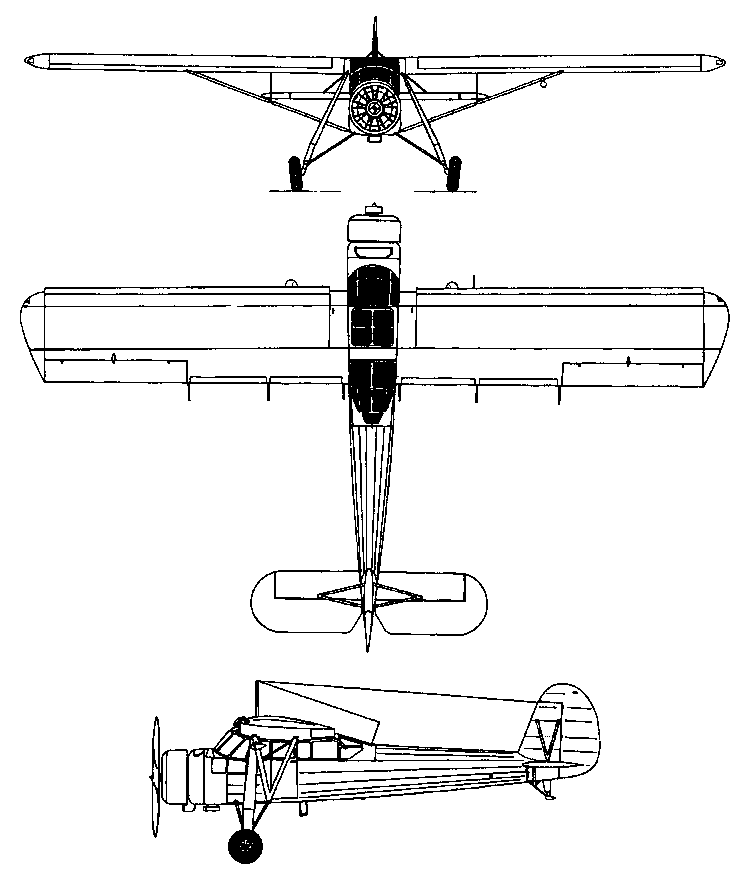
日本三式指揮連絡機三視圖

指揮連絡機是第二次世界大戰期間舊日本陸軍獨有的機種，利用卓越的起降性能進行司令部連絡與偵察任務。僅有Ki-76三式指揮連絡機一種。

## 開發起源與歷史
和德國的Fi 156開發概念相近，都是以空中吉普車為目標使用，用於運送要員往返前線或者從空中視察戰場，所以也同樣重視於前線起降能力與低速飛行性能。相對於昭和初期海軍的假想敵美國，陸軍的假想敵為蘇聯。假想於大陸戰的狀況下，因當時日本的重型轟炸機與列強相較下炸彈搭載量不足，攻擊較堅固的地面陣地時需反覆轟炸。而進行反覆轟炸的狀況下又無法搭載太多炸彈，此時與地面部隊的互相配合變得更為重要。九八式直接協同偵察機完成後，為了讓指揮官能於地面部隊廣闊分散時更快速而準確地得到敵方情報，又能夠於前線短距離快速起降，所以進行開發。